# Arne Blach
Arne Mollerup Blach (ur. 8 lipca 1900 w Kopenhadze, zm. 11 lipca 1977 w Helsingør) – duński hokeista na trawie, dwukrotny olimpijczyk.
Wystąpił w rozgrywkach hokeja na trawie na igrzyskach olimpijskich w 1928 w Amsterdamie, gdzie drużyna Danii zajęła 3. miejsce w swojej grupie eliminacyjnej i została sklasyfikowana na 5.–6. miejscu oraz na igrzyskach olimpijskich w 1936 w Berlinie, gdzie zespół Danii zajął 7.–9. miejsce.
Jego starsi bracia Niels i Ejvind zdobyli srebrny medal w hokeju na lodzie na igrzyskach olimpijskich w 1920, a syn Preben startował w hokeju na trawie na igrzyskach olimpijskich w 1948.